# Charlotte de Bourbon-Montpensier

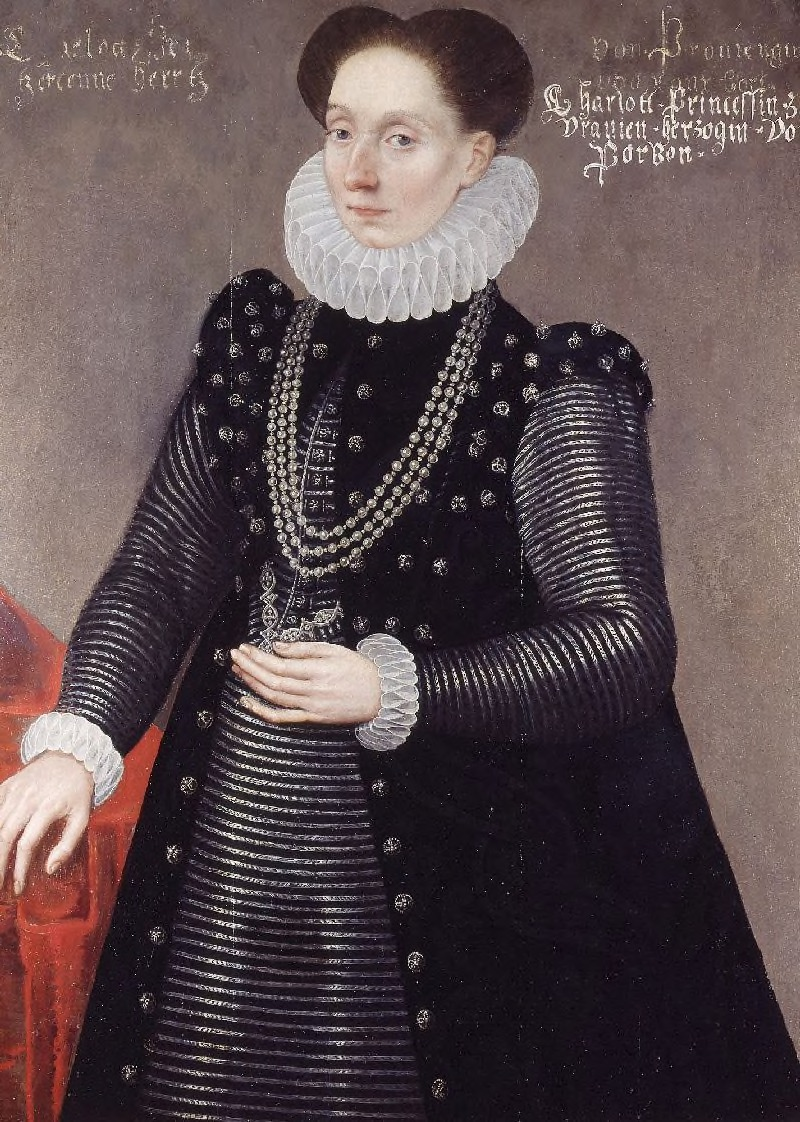
Porträt Charlottes de Bourbon-Montpensier von Daniël van den Queborn, etwa 1582

Charlotte de Bourbon-Montpensier (* 1546/1547; † 5. Mai 1582 in Antwerpen) war als dritte Ehefrau Wilhelms I. von Oranien eine seiner größten Stützen im Kampf gegen die Spanier im Achtzigjährigen Krieg und durch die Heirat Gräfin von Nassau und Fürstin von Oranien.

## Leben
Charlotte war die vierte Tochter des Herzogs Louis III. de Bourbon, duc de Montpensier, und seiner Frau Jacqueline de Longwy, Gräfin von Bar-sur-Seine. Aus familienpolitischen Gründen gaben sie ihre Eltern schon früh in die Abtei Notre-Dame de Jouarre in die Obhut ihrer Tante Louise, die dort Äbtissin war. Um seinem einzigen Sohn François ein größtmögliches Erbe zukommen lassen zu können, plante Louis III., seinen noch unverheirateten Töchtern in verschiedenen Klöstern zum Amt einer Äbtissin zu verhelfen, damit sie im Gegenzug auf ihren Erbteil zugunsten ihres Bruders verzichteten.
Charlotte sollte gemäß den elterlichen Plänen deshalb die Nachfolge ihrer Tante in Jouarre antreten, doch Louise verstarb unerwartet früh, als ihre Nichte erst zwölf Jahre alt war. Erschwerend kam hinzu, dass Charlotte trotz ihres jungen Alters mehrfach vor Zeugen zu verstehen gab, dass sie weder Nonne noch Äbtissin werden wolle und auch nicht bereit sei, auf ihr Erbteil zu verzichten. Das Mädchen wurde aber von ihren Eltern zum Eintritt in den Konvent gezwungen und 1559 offiziell zur Äbtissin des Klosters ernannt. Sie füllte das Amt jedoch erst ab 1565 persönlich aus, nachdem sie volljährig geworden war.
Im Gegensatz zu ihrem Vater, der während der französischen Religionskriege ab 1561 auf Seite der Katholiken focht, wandte sich Charlotte den Hugenotten zu und floh 1571 aus dem Kloster in die protestantische Pfalz. Pfalzgraf Friedrich III. nahm sie in Heidelberg auf und stellte sie unter seinen Schutz. Im Frühling 1572, nur wenige Wochen nach Charlottes Flucht, hielt sich Wilhelm I. von Oranien-Nassau in der pfälzischen Residenzstadt auf und lernte dabei auch die ehemalige Nonne kennen. Nach über zwei Jahren bat er sie durch seinen Vermittler Philips van Marnix schließlich um ihre Hand. Die Heirat fand im 12. Juni 1575 in Den Briel, heute Brielle, statt.
Die Eheschließung stieß bei vielen Verbündeten des stark verschuldeten Wilhelms auf Unverständnis, denn Charlotte war nach der Flucht aus dem Kloster von ihrem Vater enterbt worden, brachte somit keine Mitgift in die Ehe und war deshalb für ihn keine finanziell lohnende Partie. Harsche Proteste gegen die Heirat kamen auch von der Familie seiner zweiten Frau Anna von Sachsen. Diese hatte zwar 1571 eine Trennungsvereinbarung unterschrieben, aber die Ehe war bislang noch nicht offiziell geschieden. So war diese Verbindung eine Ehe aus Zuneigung, was auch durch den erhaltenen, umfangreichen Briefwechsel der Eheleute belegt ist.
In den Folgejahren unterstützte Charlotte ihren Mann tatkräftig im niederländischen Unabhängigkeitskrieg gegen Spanien, indem sie ihm immer wieder Nachrichten sowie Neuigkeiten per Brief zukommen ließ und als wichtiges Bindeglied in der Kommunikation zwischen Wilhelm und den Truppen der aufständischen niederländischen Provinzen fungierte.
Nach einem missglückten Attentat auf Wilhelm I. am 18. März 1582 kümmerte sie sich intensiv um ihren verwundeten Mann. Nachdem dieser auf dem Weg der Besserung war, erkrankte Charlotte völlig erschöpft an einer Lungenentzündung, die von hohem Fieber begleitet war, und starb am 5. Mai 1582. Sie wurde in der Hofkirche zu Antwerpen begraben.

## Nachkommen
Während der siebenjährigen Ehe mit Wilhelm I. brachte Charlotte von Bourbon-Montpensier sechs Töchter zur Welt.
- Luise Juliana (1576–1644); 1593 verheiratet mit Kurfürst Friedrich IV. von der Pfalz
- Elisabeth Flandrika (1577–1642); 1595 verheiratet mit Henri de La Tour d’Auvergne
- Katharina Belgica (1578–1648); 1596 verheiratet mit Graf Philipp Ludwig II. von Hanau-Münzenberg
- Charlotte Flandrina (1579–1640); Äbtissin von Saint-Croix
- Charlotte Brabantina (1580–1631); 1598 verheiratet mit Claude de La Trémoille
- Emilia Antwerpiana (1581–1657); 1616 verheiratet mit Friedrich Kasimir von Pfalz-Zweibrücken-Landsberg, Sohn Johanns I.